# Aspangberg-Sankt Peter
Aspangberg-Sankt Peter osztrák község Alsó-Ausztria Neunkircheni járásában. 2019 januárjában 1895 lakosa volt. 

## Elhelyezkedése

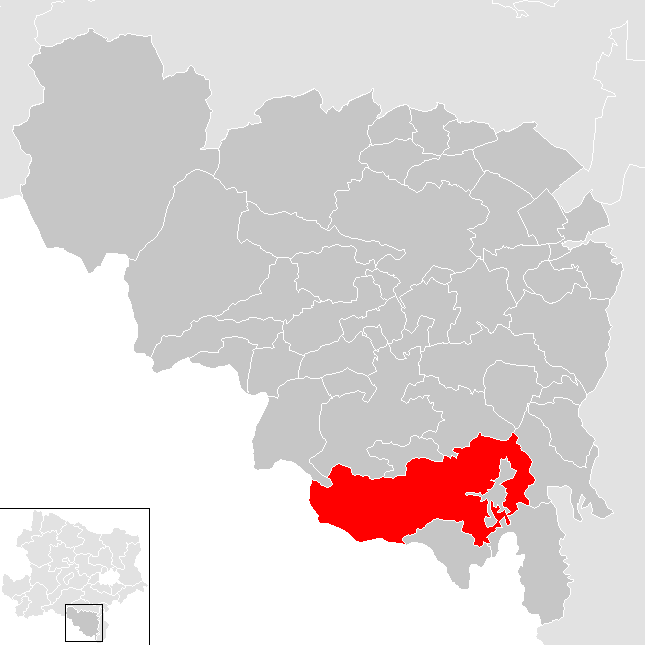
Aspangberg-Sankt Peter a Neunkircheni járásban

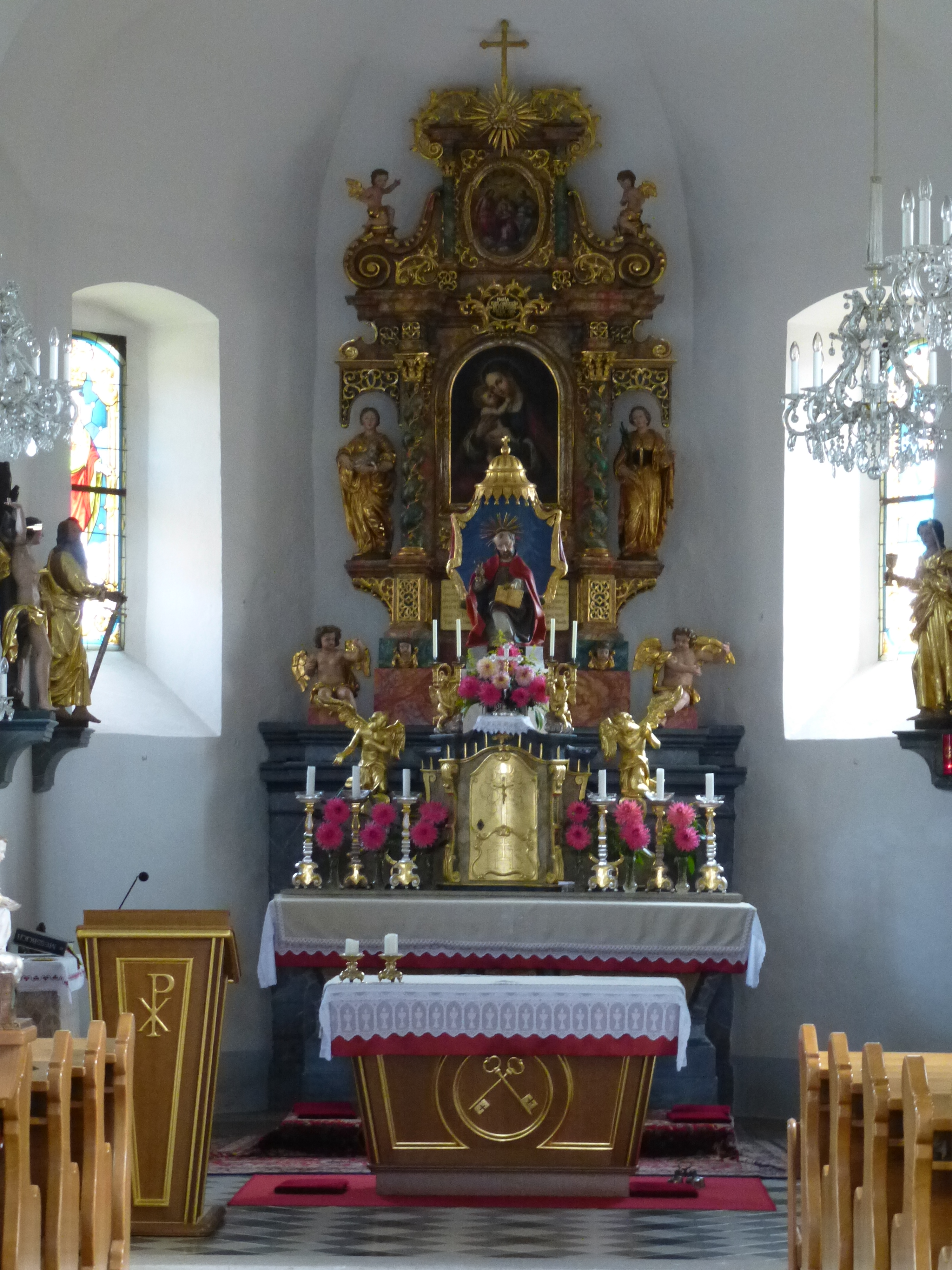
A templom belső tere

Aspangberg-Sankt Peter Alsó-Ausztria Industrieviertel régiójában fekszik a Wechsel-hegységben. Területének 69,4%-a erdő.  Legmagasabb pontja 1743 méterrel fekszik a tengerszint fölött. Az önkormányzat 10 településrészt, illetve falut egyesít: Außeraigen (137 lakos 2019-ben), Hoffeld (334), Höll (351), Inneraigen (130), Königsberg (138), Langegg (208), Neustift am Alpenwalde (35), Neustift am Hartberg (87), Neuwald (460) és Sonneck (15).  
A környező önkormányzatok: északnyugatra Trattenbach, északra Kirchberg am Wechsel, Sankt Corona am Wechsel és Feistritz am Wechsel, keletre Thomasberg, délkeletre Zöbern, délre Mönichkirchen, Pinggau, Sankt Lorenzen am Wechsel és Waldbach-Mönichwald, nyugatra Rettenegg (utóbbi négy Stájerországban). Ezenkívül a község területe teljesen körbeveszi Aspang-Marktot.

## Története
Aspangberg és Sankt Peter am Wechsel községek 1971-ben egyesültek Aspangberg-Sankt Peter néven. 

## Lakosság
Az Aspangberg-Sankt Peter-i önkormányzat területén 2019 januárjában 1895 fő élt. A lakosságszám 1910-ben érte el a csúcspontját 2478 fővel, azóta kisebb hullámzásokkal csökkenő tendenciát mutat. 2017-ben a helybeliek 96,9%-a volt osztrák állampolgár; a külföldiek közül 0,8% a régi (2004 előtti), 1,6% az új EU-tagállamokból érkezett. 2001-ben a lakosok 90,8%-a római katolikusnak, 1,3% evangélikusnak, 1,6% mohamedánnak, 4,5% pedig felekezeten kívülinek vallotta magát. 
A lakosság számának változása:

| 2016 | 1 933 |
| 2018 | 1 888 |

## Látnivalók
- a Szt. Péter-plébániatemplom
- az 1910-ben épült, műemlék vasútállomás

## Fordítás
- Ez a szócikk részben vagy egészben  az   Aspangberg-St. Peter című német Wikipédia-szócikk ezen változatának fordításán alapul.  Az eredeti cikk szerkesztőit annak laptörténete sorolja fel. Ez a jelzés csupán a megfogalmazás eredetét és a szerzői jogokat jelzi, nem szolgál a cikkben szereplő információk forrásmegjelöléseként.